# Ancylometes rufus
Ancylometes rufus är en spindelart som först beskrevs av Charles Athanase Walckenaer 1837.  Ancylometes rufus ingår i släktet Ancylometes och familjen Ctenidae. Inga underarter finns listade i Catalogue of Life.

## Föda
Arten har observerats predera på fisk.